# 池本宗太朗
池本 宗太朗（いけもと そうたろう、1988年8月19日 - ）は、日本のバスケットボール選手である。香川県東かがわ市（旧引田町）出身。ポジションはフォワード。
東かがわ市立引田中学校1年生の時、部活見学をしたことがきっかけでバスケットボールを始める。
香川県立三本松高等学校を経て進学した流通科学大学を2011年3月に卒業。プロ選手になる夢はあったが就職し、香川県リーグ1部のクラブチーム・リコークリッパーに所属。2011年と2012年の国民体育大会香川県選抜チームのメンバーに選出されている。2013年1月には四国クラブバスケットボール選手権大会で香川県勢16年ぶりの優勝に貢献し、3月に全日本クラブバスケットボール選手権大会に出場した。
2013年7月、bjリーグ・高松ファイブアローズのトライアウトを受験。合格して練習生となった後、9月に選手契約。背番号は34番。bjリーグ 2013-14シーズン開幕戦のライジング福岡戦（高松市総合体育館）で公式戦初出場。
プレースタイルは基本に忠実で、速い展開からのランニングプレイを得意としている。